# Општина Теслуј (Олт)
Теслуј (рум. Teslui) општина је у Румунији у округу Олт.
Oпштина се налази на надморској висини од 134 m.